# Карл Циммер (біофізик)
Карл Гюнтер Циммер (нім. Karl Günter Zimmer, 11 липня 1911 — 29 лютого 1988) — німецький біофізик, фахівець з радіобіології, одним з перших почав займатися дослідженнями щодо впливу іонізаційного випромінювання на ДНК.

## Біографія
У 1935 році опублікував разом із Миколою Тимофєєвим-Ресовським і Максом Дельбрюком ряд основних робіт про природу генетичних мутацій та генетичних структур і вплив на них іонізаційних випромінювань.
Наприкінці війни був вивезений НКВС до СРСР для роботи в радянському атомному проєкті.
1955 року йому дозволили повернутися до Німеччини. Після повернення він очолив радіобіологічну лабораторію в Національному дослідному центрі в Карлсруе, земля Баден-Вюртемберг.
Помер від серцевого нападу в Карлсруе 29 лютого 1988 року.